# HĐNK Srijemac Vukovar
Hrvatski đački nogometni klub Srijemac bio je nogometni klub iz grada Vukovara. 

## Povijest
Osnovali su ga 1911. godine srednjoškolci Franjo Grubor, Stjepan Grubor i Ljudevit Miler, pod imenom Hrvatski đački nogometni klub Srijemac. Bio je prvi vukovarski nogometni klub.
U podlistku Ivice Floda u Slavonskome športskom listu zabilježeno je da su odigrali dvije utakmice protiv Orla iz Đakova, jednu u Đakovu 1911. i uzvrat u Vukovaru 1912.
Prestao je djelovati tijekom Prvog svjetskog rata. Obnovljen je 1918. Godine 1919. mijenja ime iz Đački športski klub Srijemac u Akademski šport klub Srijemac. Obnovljen je 1924. Djelovao je pod imenom VŠK Srijemac. Od 17. kolovoza 1924. privremeni je član Osječkog nogometnog podsaveza. Obnovljen je tijekom srpnja 1930. kao ŠK Srijemac.